# Hemithyrsocera palliata
Hemithyrsocera palliata es una especie de cucaracha del género Hemithyrsocera, familia Ectobiidae.

## Distribución
Esta especie se encuentra en India, China, Birmania, Tailandia, Camboya, Malasia, Indonesia (Sumatra, isla de Java) e isla de Borneo.